# Phoenix (britische Automarke)

Emblem

Phoenix von 1904

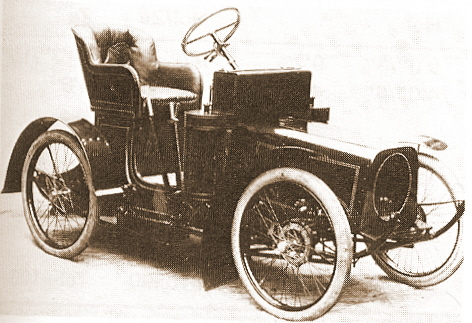
Phoenix 6 hp von 1906

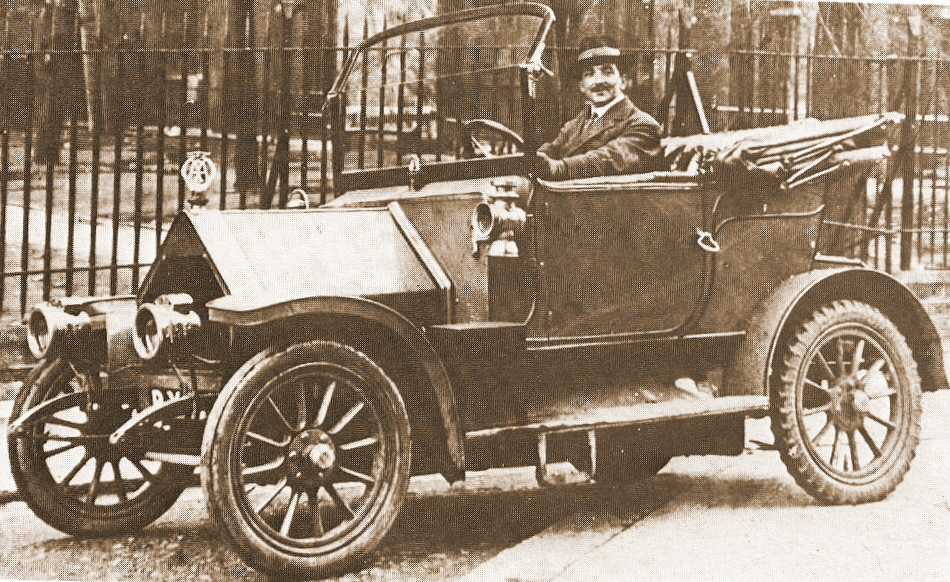
Phoenix 8/10 hp von 1912

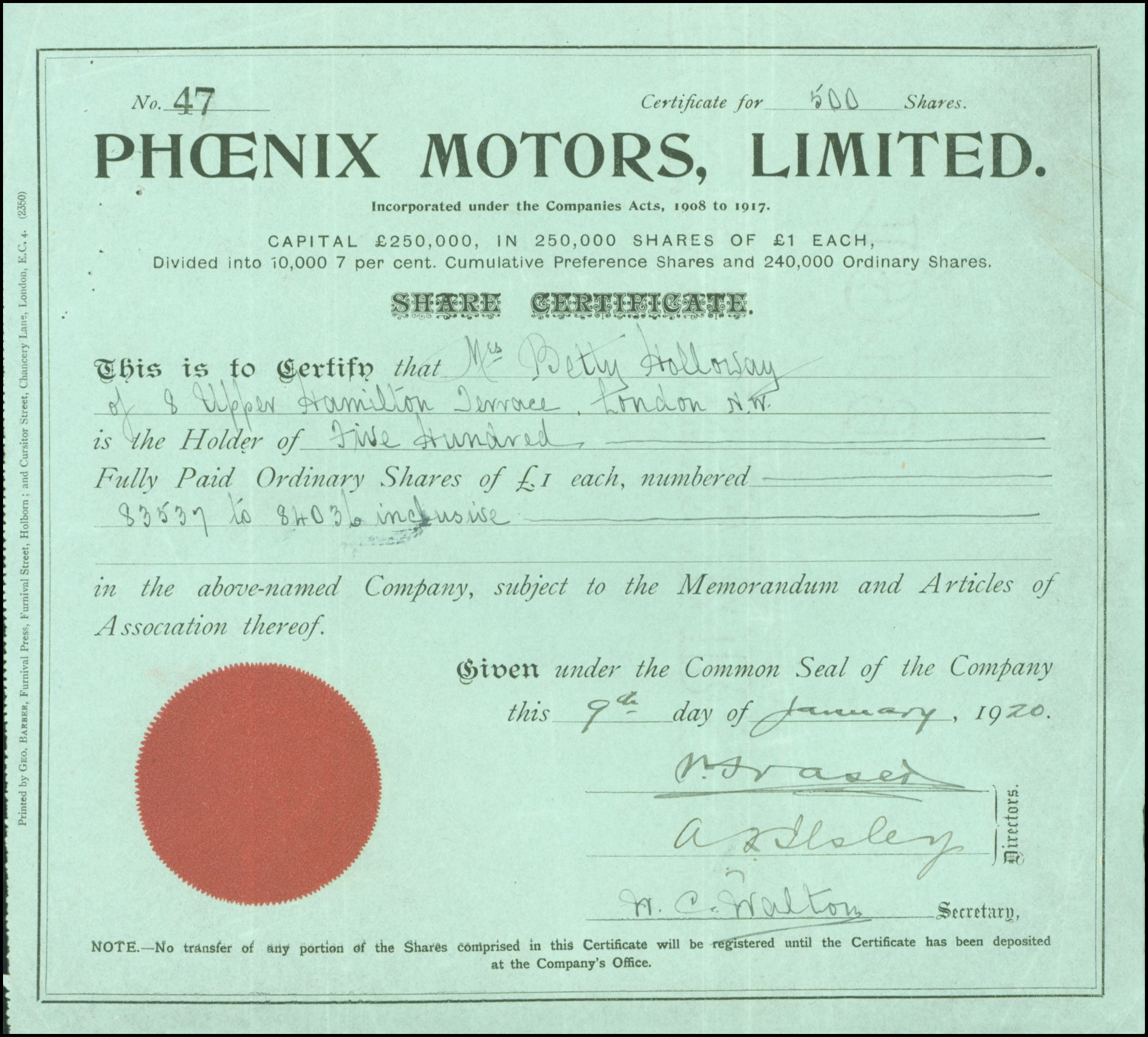
Aktie der Phoenix Motors Ltd. vom 9. Januar 1920

Phoenix war eine britische Automobilmarke, die zwischen 1903 und 1927 bestand. Erster Hersteller war von 1903 bis 1911 die Phoenix Motor Company aus London und von 1911 bis 1927 Phoenix Motors aus Letchworth Garden City in der Grafschaft Hertfordshire. Es bestand keine Verbindung zu Phoenix Motor Works aus Southport, die zwischen 1902 und 1904 den gleichen Markennamen verwendeten.

## Beschreibung
1903 erschien das erste vierrädrige Serienmodell mit dem Namen Phoenix, ein winziger Runabout mit nur einem Sitzplatz und Einzylinder-Frontmotor. Ab 1907 folgten eine Reihe von Zweizylindermodellen mit seitengesteuerten Motoren. Erst 1913 kam das erste Vierzylindermodell heraus. Es wurde bis 1916 gebaut und nach dem Ersten Weltkrieg 1918 wieder aufgelegt. 1920 kam ein Vierzylindermodell mit obenliegender Nockenwelle heraus. Er wurde nur zwei Jahre lang gebaut. Abgelöst wurde er von einem kleineren Vierzylindermodell mit obenliegenden Ventilen.  Gleichzeitig kam ein Sechszylindermodell mit gleicher Auslegung dazu.
Bereits Mitte der 1920er-Jahre kam das Unternehmen in wirtschaftliche Schwierigkeiten und musste 1927 ihre Tore schließen.

## Modelle
| Modell             | Bauzeitraum | Zylinder | Hubraum  | Radstand     |
| ------------------ | ----------- | -------- | -------- | ------------ |
| 6 hp               | 1904        | 1        | 699 cm³  |              |
| 8 hp               | 1907–1910   | 2 Reihe  | 804 cm³  | 1829 mm      |
| 8/10 hp            | 1909–1913   | 2 Reihe  | 1272 cm³ | 2134 mm      |
| 10/12 hp           | 1910–1911   | 2 Reihe  | 1872 cm³ | 2438 mm      |
| 12/15 hp + 12.9 hp | 1912        | 2 Reihe  | 1872 cm³ | 2438 mm      |
| 11.9 hp            | 1913–1916   | 4 Reihe  | 1496 cm³ | 2438–2896 mm |
| 11.9 hp            | 1918–1922   | 4 Reihe  | 1496 cm³ | 2438–2743 mm |
| 18 hp              | 1920–1923   | 4 Reihe  | 3064 cm³ | 3200 mm      |
| 12/25 hp           | 1925–1927   | 4 Reihe  | 1795 cm³ | 2743 mm      |
| Six                | 1925–1927   | 6 Reihe  | 2692 cm³ | 3200 mm      |